# Усовка (Полтавская область)
Усовка (укр. Усівка) — село,
Каплинцевский сельский совет,
Пирятинский район,
Полтавская область,
Украина.
Код КОАТУУ — 5323883202. Население по переписи 2001 года составляло 267 человек.

## Географическое положение
Село Усовка находится на левом берегу реки Удай,
выше по течению на расстоянии в 3,5 км расположено село Антоновка (Варвинский район),
ниже по течению на расстоянии в 1,5 км расположено село Каплинцы,
на противоположном берегу — сёла Леляки и Кейбаловка.
Местность вокруг села сильно заболочена.

## История
- Село указано на подробной карте Российской Империи и близлежащих заграничных владений 1816 года [2]
- Благовещенская церковь этого села известна с 1758 года[3]

## Объекты социальной сферы
- Клуб.

## Известные жители и уроженцы
- Прокопенко, Прасковья Даниловна (1903—1981) — Герой Социалистического Труда.